# Potencial postsinàptic inhibidor

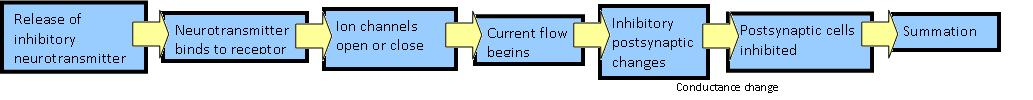
Diagrama de flux que descriu com funciona un potencial postsinàptic inhibidor des de l'alliberament de neurotransmissors fins a la suma

Un potencial postsinàptic inhibitori (amb acrònim anglès IPSP) és una mena de potencial sinàptic que fa que una neurona postsinàptica tingui menys probabilitats de generar un potencial d'acció. Els IPSP van ser investigats per primera vegada en motoneurones per David PC Lloyd, John Eccles i Rodolfo Llinás als anys 50 i 60. El contrari d'un potencial postsinàptic inhibidor és un potencial postsinàptic excitador (EPSP), que és un potencial sinàptic que fa que una neurona postsinàptica tingui més probabilitats de generar un potencial d'acció. Els IPSP poden tenir lloc a totes les sinapsis químiques, que utilitzen la secreció de neurotransmissors per crear senyalització cèl·lula a cèl·lula. Les neurones presinàptiques inhibidores alliberen neurotransmissors que després s'uneixen als receptors postsinàptics; això indueix un canvi en la permeabilitat de la membrana neuronal postsinàptica a ions particulars. Es genera un corrent elèctric que modifica el potencial de membrana postsinàptic per crear un potencial postsinàptic més negatiu, és a dir, el potencial de membrana postsinàptic esdevé més negatiu que el potencial de membrana en repòs, i això s'anomena hiperpolarització. Per generar un potencial d'acció, la membrana postsinàptica s'ha de despolaritzar: el potencial de membrana ha d'assolir un llindar de tensió més positiu que el potencial de membrana en repòs. Per tant, la hiperpolarització de la membrana postsinàptica fa que sigui menys probable que la despolarització es produeixi prou per generar un potencial d'acció a la neurona postsinàptica.

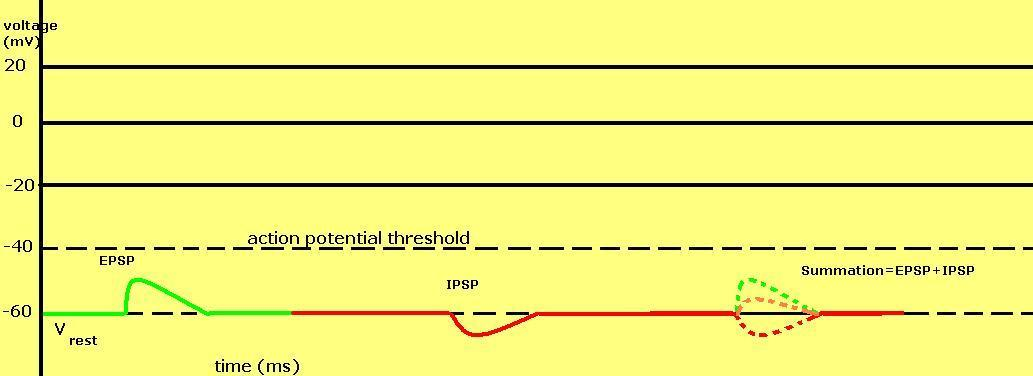
Gràfic que mostra un EPSP, un IPSP i la suma d'un EPSP i un IPSP. Quan es sumen els dos, el potencial encara està per sota del llindar del potencial d'acció.

La despolarització també es pot produir a causa d'un IPSP si el potencial invers es troba entre el llindar de repòs i el llindar del potencial d'acció. Una altra manera de mirar els potencials postsinàptics inhibidors és que també són un canvi de conductància de clorur a la cèl·lula neuronal perquè disminueix la força motriu. Això es deu al fet que, si el neurotransmissor alliberat a l'escletxa sinàptica provoca un augment de la permeabilitat de la membrana postsinàptica als ions clorur en unir-se als canals iònics de clorur dependents de lligands i fent-los obrir, aleshores els ions clorur, que es troben en major concentració en la fissura sinàptica, es difon a la neurona postsinàptica. Com que són ions carregats negativament, es produeix una hiperpolarització, cosa que fa que sigui menys probable que es generi un potencial d'acció a la neurona postsinàptica. Els microelèctrodes es poden utilitzar per mesurar potencials postsinàptics a les sinapsis excitatòries o inhibidores.